# 马里诺·扎纳塔
马里诺·扎纳塔（義大利語：Marino Zanatta，1947年2月8日—），意大利男子篮球运动员。他曾代表意大利获得1972年夏季奥运会男子篮球比赛第四名和1976年夏季奥运会男子篮球比赛第五名。